# Professor Young
Professor Young (Mr. Young) è una serie televisiva canadese, che ha debuttato il 1º marzo 2011 su YTV. La serie è girata davanti a un pubblico dal vivo a Burnaby, Columbia Britannica. La serie è stata ideata da Dan Signer, creatore di Zack e Cody sul ponte di comando e di A.N.T. Farm - Accademia Nuovi Talenti, e ha per protagonisti Brendan Meyer, Matreya Fedor e Gig Morton come assistenti della Finnegan High School. Negli Stati Uniti va in onda su Disney XD dal 26 settembre 2011. In Italia debutta su Disney XD il 16 gennaio 2012 e, a partire dal 7 febbraio, la serie viene trasmessa anche su Disney Channel. In chiaro viene trasmessa su Frisbee dal 1º novembre 2012, ripristinando il titolo originale.

## Trama
Adam Young (Brendan Meyer) è un bambino prodigio, ha già ricevuto il diploma di scuola superiore e frequentato l'università conseguendo due lauree a solo 14 anni. Decide poi di tornare a scuola e per vivere l'esperienza del liceo, diventando insegnante di scienze. Ritrova un suo amico d'infanzia, Derby (Gig Morton), incontra il bullo della scuola Slab (Kurt Ostlund) e una studentessa della sua classe di cui s'innamora, Echo (Matreya Fedor).

## Personaggi

### Personaggi principali

#### Protagonista
- Adam Young (Brendan Meyer) è un genio quattordicenne, insegnante di scienze presso la Finnegan High School. I suoi amici sono Derby e Echo. Lui ha una sorella maggiore Ivy. Adam ha una cotta per Echo, che inizialmente non è molto interessata al ragazzo. Ma successivamente si fidanzeranno e saranno molto innamorati anche se in segreto per evitare che Adam venga licenziato per essere innamorato di una sua studentessa. È brillante e intelligente, ma le sue lezioni sono ritenute noiose dai suoi alunni.
- Echo (Matreya Fedor) è una studentessa della Finnegan. Lei è in classe di Adam, con Derby. Adam è innamorato di lei, ma non si accorge delle attenzioni che le rivolge. Ma successivamente si fidanzeranno e saranno molto innamorati anche se dovranno vivere la loro storia in segreto dato che Adam è il suo professore evitando quindi favoritismi.
- Derby (Gig Morton) è uno studente della Scuola Finnegan. Adam ed Echo sono i suoi migliori amici, arriva sempre in ritardo alle lezioni di Adam, talvolta anche quando sono finite. Lui scoprirà la relazione di Adam ed Echo e ne combinerà di tutti i colori. Slab lo mette nei bidoni della spazzatura e lo usa per prendere le merendine dal distributore.
- Jordan "Slab" Slabinski (Kurt Ostlund) è il bullo della Scuola Finnegan. Non segue mai le lezioni di Adam ma nonostante questo sa sempre tutto. La sua vittima preferita è Derby anche se è il suo migliore amico. In una puntata si batte contro Tater (che ha paura di lui) perché vuole togliere i distributori di merendine a cui il bullo è molto affezionato. molte volte si scopre che la sua famiglia è molto ricca.
- Ivy Young (Emily Tennant) è la sorella maggiore di Adam. Ama lo shopping, sta sempre dietro ad Adam e ha una cotta per Hutch.
- Preside Tater (Milo Shandel) è il preside della scuola e controlla spesso Adam e la sua classe. Ha sempre molta gente intorno e non ha a cuore il suo lavoro. Spesso gira per la scuola con uno scooter elettrico che sembra raggiungere al massimo i 5 km/h. In seguito, Adam è stato fidanzato con una ragazza mai citata nella serie televisiva.

### Personaggi ricorrenti
- Dang (Raugi Yu) è il bidello vietnamita della scuola, ha paura delle scimmie perché nel suo paese gli rubavano il cappello. Ogni volta che viene pronunciato il suo nome lui compare immediatamente rispondendo "chiamato?".
- Mrs. Byrne (Paula Shaw) è una insegnante che crede di essere giovane e "sexy". Ha poca memoria (infatti si dimentica sempre le cose successe pochi minuti prima) e insegna esclusivamente "La guerra del 1812".Si stima che abbia un'etá di 65 milioni di anni. Sua madre e sua nonna sono ancora vive.
- Rachel Young (Anna Galvin) è la madre di Ivy e Adam che abita con loro, donna molto affettuosa e solare.
- Hutch (Brett Dier) è il ragazzo per cui Ivy è cotta, a sua volta innamorato di lei.
- Ding (Raugi Yu) è il gemello nonché nemico di Dang. Appare solo nell'episodio Il ritorno, è sposato con un'anatra e fa il taxista. Come il fratello ogni volta che viene chiamato compare immediatamente.
- "Mr. Helderman" (Brendan Meyer) è Adam a dir il vero ma si finge Mr Helderman, un insegnante con caratteraccio. Derby lo imita molto bene.
- Arthur (nessuno lo sa) è un robot costruito da Adam che sa fare i toast dal fondoschiena e ha una forza sovrumana che vuole usare per distruggere Tater.
- Sydney Finkelbaum è una ragazza amica di Adam che compare in un episodio della prima stagione. Alla fine bacia Adam davanti a Echo che gelosa chiede delle ripetizioni di scienze come scusa.
- Mrs. Slabinski (Kurt Ostlund) madre di Slab, compare in poche puntate. Assomiglia moltissimo al figlio e Tater ha il terrore di lei. In una puntata svelerà il mistero che avvolge la Finnegan da 25 anni.

## Episodi
| Stagione         | Episodi | Prima TV Canada | Prima TV Italia |
| ---------------- | ------- | --------------- | --------------- |
| Prima stagione   | 26      | 2011            | 2012            |
| Seconda stagione | 26      | 2012            | 2013            |
| Terza stagione   | 28      | 2012-2013       | 2014            |